# Jardin botanique
 (mai 2020).
Si vous disposez d'ouvrages ou d'articles de référence ou si vous connaissez des sites web de qualité traitant du thème abordé ici, merci de compléter l'article en donnant les références utiles à sa vérifiabilité et en les liant à la section « Notes et références ».

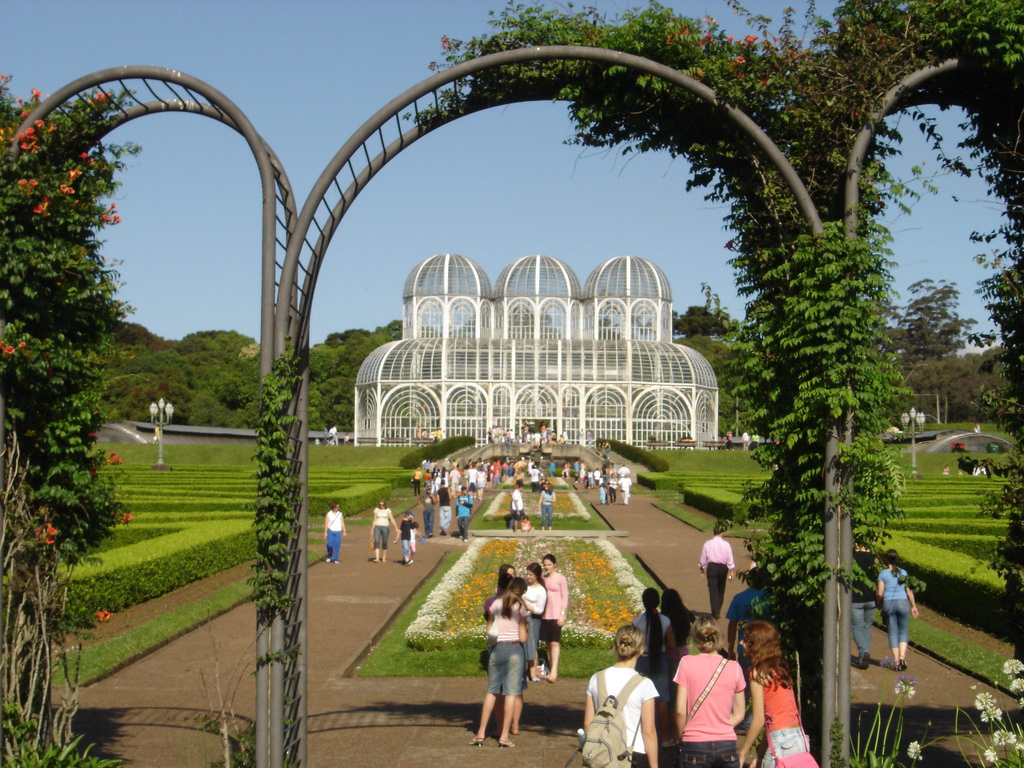
Jardin botanique de Curitiba (Brésil)

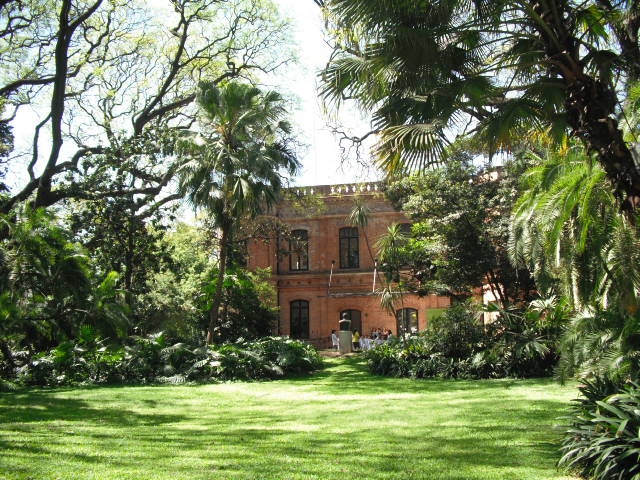
Jardin botanique de Buenos Aires (Argentine)

Un jardin botanique est un territoire aménagé par une institution publique, privée, ou associative (parfois à gestion mixte) qui a pour but la présentation d'espèces et variétés végétales.
Les nombreuses espèces et variétés de plantes sauvages et/ou horticoles présentes sont strictement identifiées et réunies en collections. Elles sont cultivées et étudiées pour satisfaire quatre objectifs principaux : la conservation, la recherche scientifique, l'éducation et l’enseignement, tout en restant compatible avec le tourisme. Mondialement, les plus importants jardins botaniques, en superficie et en taille de la collection, sont les Jardins botaniques royaux de Kew suivis par le Jardin botanique de Montréal.

## Historique

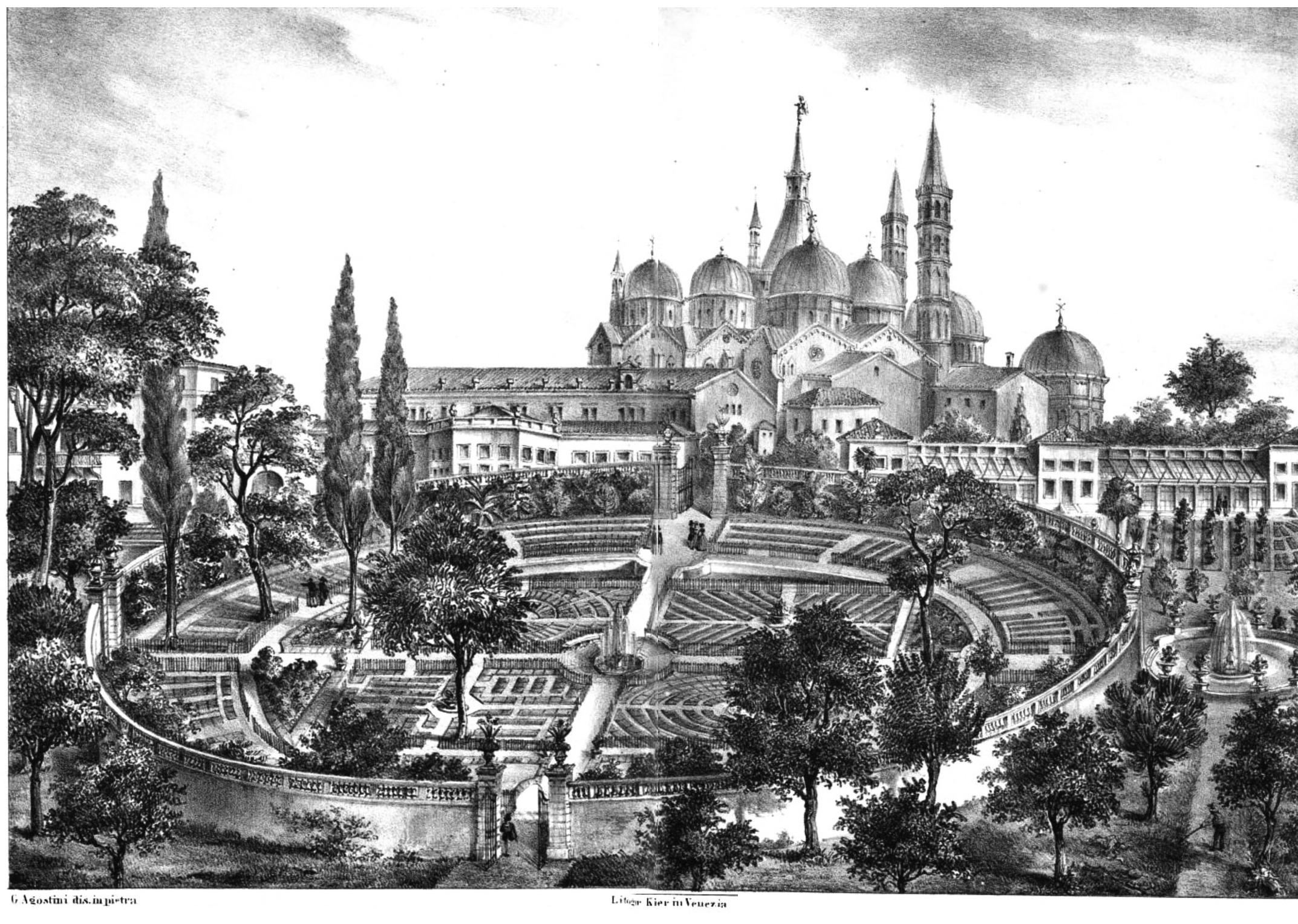
Le jardin botanique de Padoue (Italie), fondé en 1545, le plus ancien encore existant (gravure du XVI).

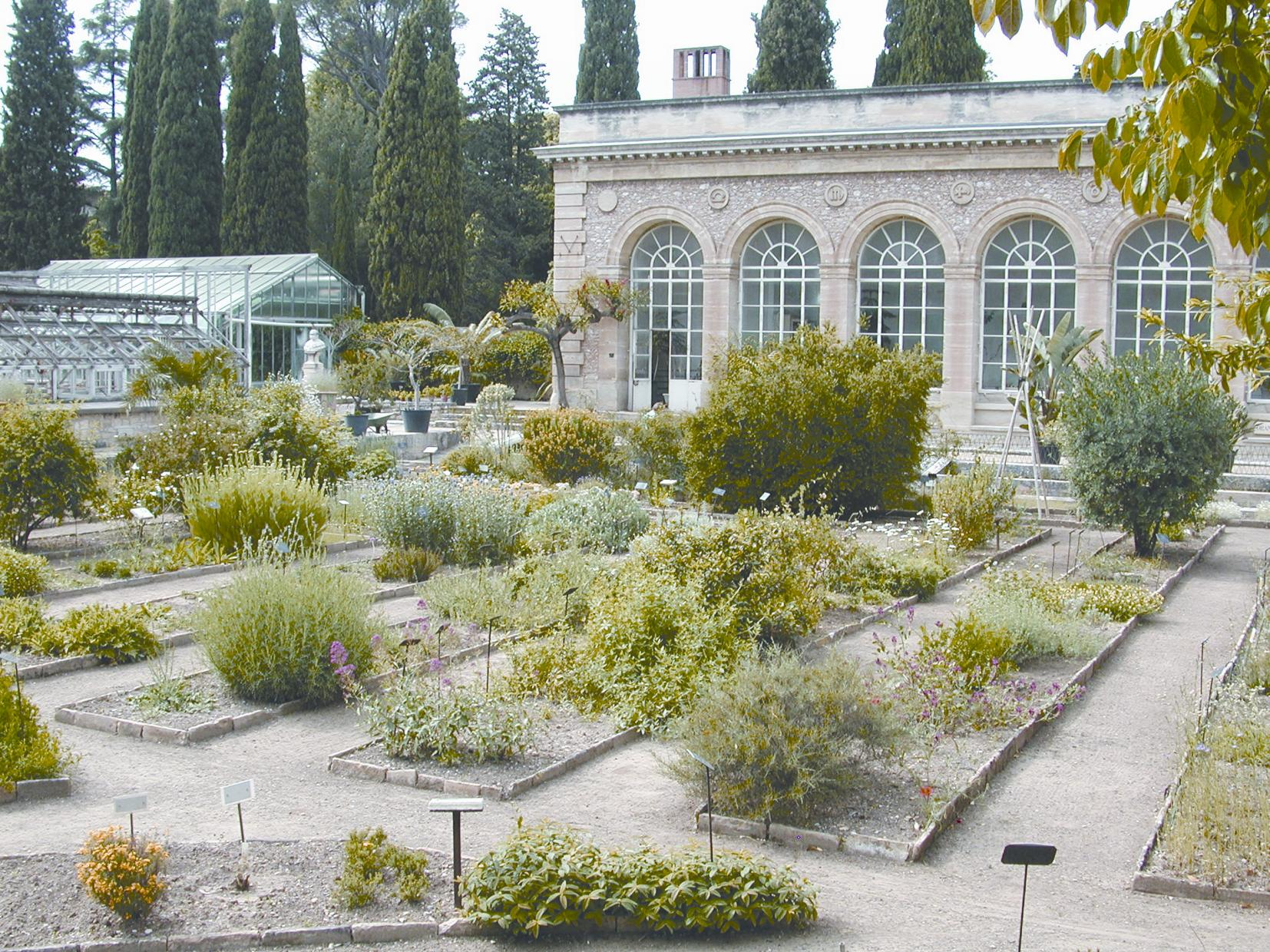
Le Jardin des plantes de Montpellier, le plus ancien jardin botanique de France, fondé en 1593.

Le jardin botanique est inventé à la Renaissance, période de grande curiosité encyclopédique, prenant le pas sur le jardin de simples du Moyen Âge. Ce dernier est alors orienté essentiellement vers l'alimentation et l’utilisation médicinale des plantes, mais se caractérise par l’apparition d’une classification et d’une nomenclature plus scientifique.
Le premier jardin botanique est créé sous le nom d’Orto botanico à Pise en 1543. En 1545, Padoue puis Florence ouvrent le leur. Rapidement, celui de Padoue — le plus ancien encore existant — acquiert une grande renommée, sans doute en raison de la chaire universitaire à laquelle il est attaché.
Un jardin botanique ouvert au public est créé à l’université de Bologne en 1568.
En France, c'est à Montpellier, en 1593, qu'apparaît le premier jardin botanique, le Jardin des plantes de Montpellier fondé par Pierre Richer de Belleval, géré actuellement par l'université Montpellier 1. Le deuxième jardin botanique de France, le Jardin botanique de l'université de Strasbourg, est créé en 1619. À Paris, le jardin des Plantes, appelé aussi jardin du Roi, est créé sur ordre de Louis XIII par Guy de La Brosse en 1635.
Le jardin botanique de Leyde (Hortus Botanicus Leiden) est fondé en 1590, et c'est le plus ancien jardin botanique des Pays-Bas. Le Jardin botanique d'Amsterdam voit le jour en 1638, sous le nom d'Hortus Medicus où sont cultivées les herbes médicinales destinées aux médecins et aux apothicaires. En dépit de sa surface modeste (1,2 ha), sa collection de végétaux est à l'origine des recherches de Carl von Linné qui met au point le système de classification des espèces.
Le plus ancien jardin botanique nord-américain encore existant, le Bartram's Garden (à Philadelphie en Pennsylvanie), est créé en 1728.
En 1735, le premier jardin botanique tropical naît à Pamplemousses, sur l'Île Maurice.
Le plus ancien parc botanique privé en France est l'arboretum de Balaine créé en 1804.
En France, le nombre d'universités possédant un jardin botanique est en régression en partie pour des raisons financières ou de politiques favorisant le tout moléculaire et la recherche génétique au détriment du jardin. Cette orientation engendre une perte inestimable de savoirs scientifique et historique.
En 2000, l’Union européenne crée un « plan d’action pour les jardins botaniques de l'Union européenne » (plus de 420 jardins botaniques recensés), qui comprend 35 objectifs regroupés en six thèmes.

## Les principales missions

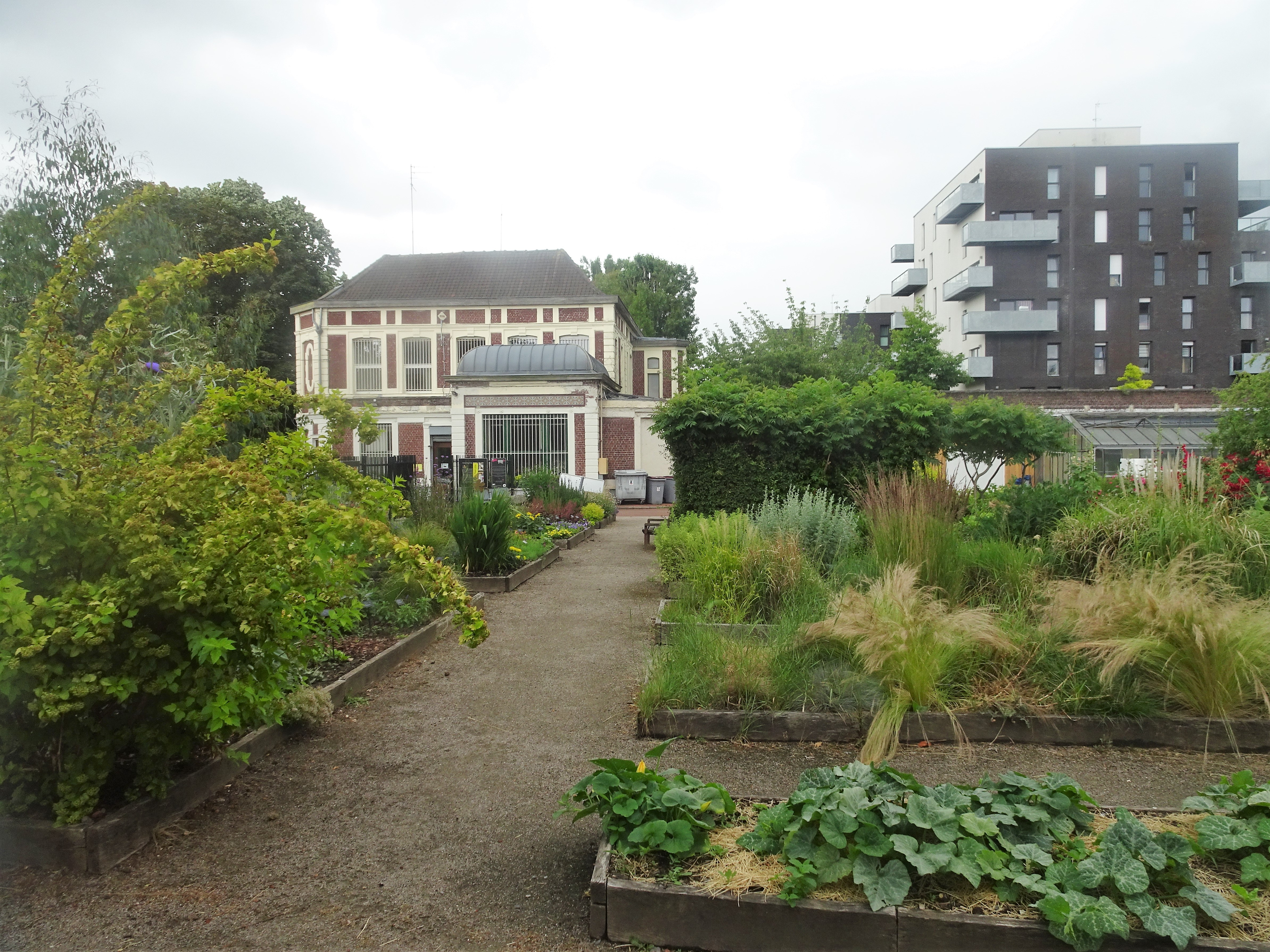
Le jardin botanique de Tourcoing

Les jardins botaniques remplissent une triple mission :
- recherche fondamentale sur les plantes, indépendamment de leur utilité ;
- enseignement et éducation du public ;
- conservation du patrimoine végétal[2].

### Conservation
Les principales missions du jardin botanique sont la collecte, l'étude et la conservation des plantes, locales ou exotiques, s'y ajoute la protection d’espèces menacées d’extinction. En France, les conservatoires botaniques nationaux (CBN), comme le Conservatoire botanique national de Mascarin par exemple, sont spécialisés dans cette fonction.
Les jardins botaniques peuvent aussi devenir les dépositaires des plantes saisies pas les services des douanes dans le cadre de la Convention sur le commerce international des espèces de faune et de flore sauvages menacées d'extinction (CITES).
En 1987, sous les auspices de l'UICN s'est structuré un réseau mondial de jardins botaniques pour la conservation, appelé Botanic Gardens Conservation International (BGCI).

### Recherche
Le travail scientifique effectué dans le jardin botanique inclut la taxinomie, l’étude de la botanique mais aussi l’adaptation d’espèces exotiques hors de leur milieu d’origine. Les célèbres Jardins botaniques royaux de Kew, près de Londres, ont ainsi publié un journal scientifique de recherche botanique dès la fin du XVIIIe siècle. Souvent ces institutions sont aussi le lieu où se constituent des herbiers.
Les données recueillies ainsi que les études menées sur de nouvelles espèces peuvent également être utilisées dans l’agriculture, l’industrie ou la recherche médicale.
Au début du XXIe siècle, plusieurs jardins botaniques orientent leurs travaux dans le domaine de l’écologie et l'étude des relations entre les êtres vivants.

### Enseignement et éducation

#### Enseignement de la botanique et du jardinage
Le jardin botanique a également une fonction éducative, en premier lieu avec la présentation de collection de plantes étiquetées pour aider à l’enseignement de la systématique (l’école de botanique), ensuite avec des projets pouvant aller de l’introduction de nouvelles plantes dans un milieu étranger à des conseils, voire des cours de jardinage, ou l’accueil de groupes scolaires. De nombreux jardins botaniques proposent également à la vente des végétaux.
Le jardin botanique de l’université de Colombie-Britannique (UBC) et le Centre for Plant Research de Vancouver ainsi que le jardin botanique de Chicago ont mis en place des programmes de sélection de plantes et proposent de nouvelles espèces sur le marché.

#### Éducation liée à la nature
C'est un aspect que les jardins botaniques développent aujourd'hui. La protection de la biodiversité et la transmission du patrimoine naturel passent obligatoirement par l'éducation grâce à une sensibilisation adaptée à tous les publics.
En direction des générations futures, certains jardins botaniques élaborent, plus particulièrement, des programmes pédagogiques pour les écoles, adaptés au niveau d'études des enfants.

### Tourisme
Les jardins doivent être ouverts à un public de tous horizons[réf. nécessaire] (local, régional et national, voire international).

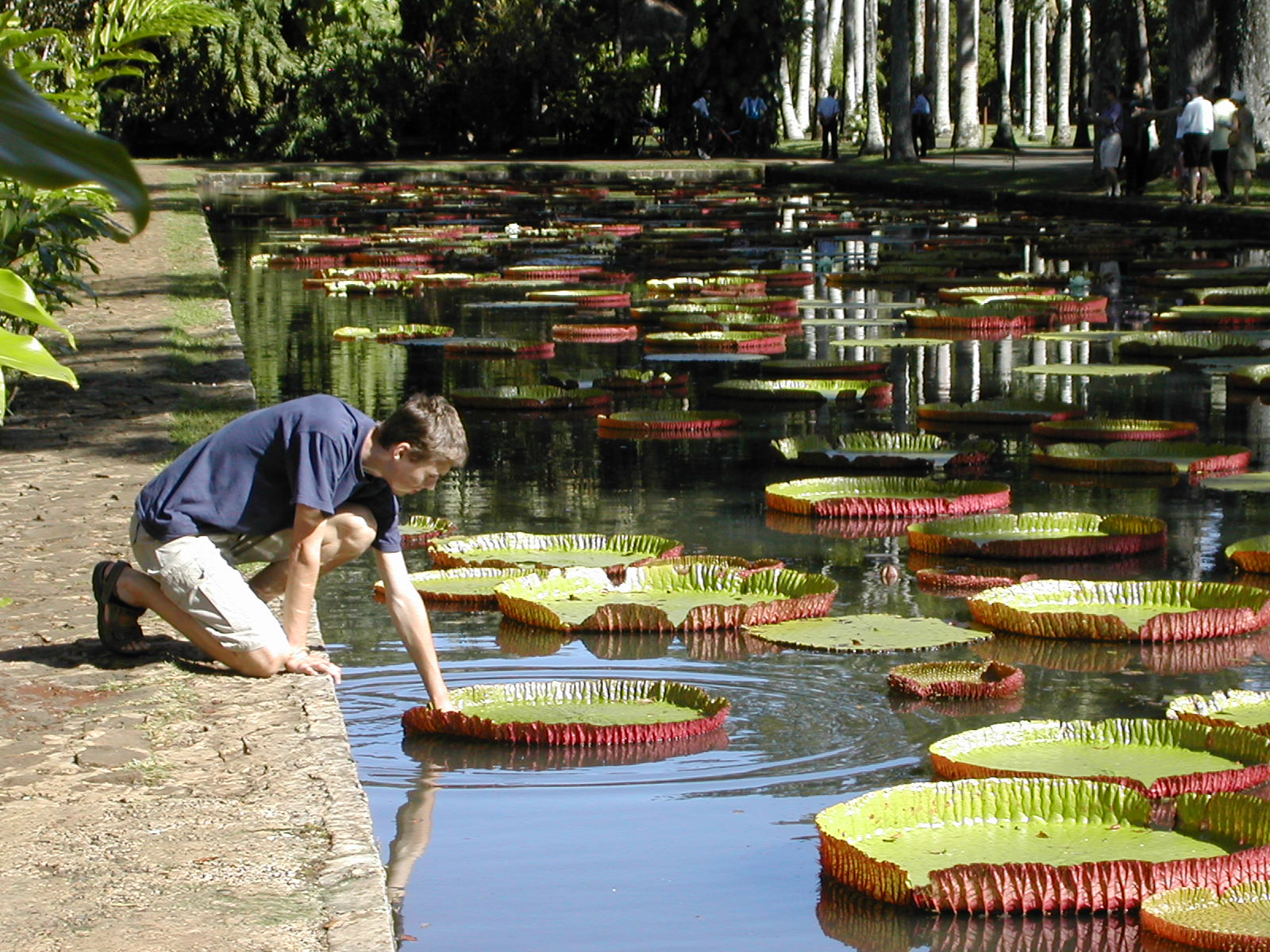
Un touriste touchant un Victoria regia (espèce de Nénuphar géant) dans le Jardin de Pamplemousses, à Maurice.

Au niveau local, un jardin botanique joue le rôle d'un jardin public qui procure au visiteur l’agrément d’un lieu en retrait de la norme urbaine.
Le tourisme apporte une dimension qui intéresse généralement les bailleurs de fonds et les responsables politiques qui sont susceptibles d'encourager et d'apporter un soutien à la structure « Jardin botanique ». Le tourisme vert ou écotourisme semble de nos jours mieux adapté aux jardins botaniques qui défendent une vocation écologique et aux institutions qui défendent la biodiversité et les valeurs patrimoniales.

## Le fonctionnement d'un jardin botanique
Dans les grands jardins botaniques on[Qui ?] observe plusieurs secteurs d'activités d'importance.

### Les collections de plantes vivantes
Certains jardins botaniques proposent des plantes venues du monde entier.

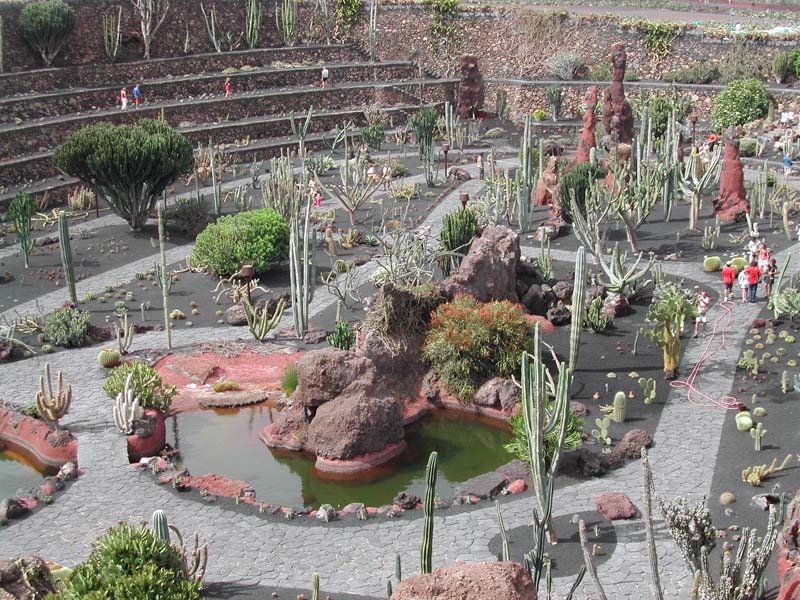
Jardin de cactus à Lanzarote (Îles Canaries).

D’autres sont toutefois spécialisés dans des collections particulières :
- l'arboretum présente des collections d'arbres et est le lieu où l'on étudie la dendrologie.
- l'alpinum présente les plantes des Alpes et plus généralement des espèces de hautes montagnes.
- le fruticetum (du latin frutex, -icis, l’arbrisseau) propose des collections d'arbustes et d'arbrisseaux de petite taille.
- le cactarium est un jardin spécialisé présentant les collections de cactus et plus largement les plantes qui poussent dans les déserts.
- le palmarium présente une végétation de palmeraie constituée de palmiers.
- la bambouseraie propose des collections de bambous.
- la roseraie présente des collections de rosiers de variétés récentes ou anciennes.
- le verger conservatoire présente des espèces fruitières ligneuses récentes ou anciennes.
- le jardin ethnobotanique présente des plantes qui ont, ou qui ont eu, une relation très étroite avec la vie de l'homme. C'est une orientation, une spécialisation des jardins botaniques classiques. On y trouve des plantes médicinales, comestibles, tinctoriales, textiles, mellifères…
- l'hortulus, jardin potager du Moyen Âge, où sont présentées des collections de plantes potagères comestibles.
- l'herbularius, jardin de simples, où l'on cultivait autrefois des plantes médicinales pour réaliser drogues et médicaments.
- le jardin de graminées présente des espèces herbacées.
- le jardin écologique présente des espèces végétales et étudie les relations entre elles et avec leurs milieux.
- le jardin botanique spécifique à une flore locale met l’accent sur l’étude de la végétation typique d'une région.

Les jardins botaniques sont souvent dotés d’installations spécialisées pour la conservation d'espèces exotiques qui ne sont pas adaptées à un climat local. On trouve entre autres :
- Les serres chaudes (serres à atmosphère humide pour les plantes tropicales, serres à atmosphère sèche pour les plantes grasses) sont des équipements qui corrigent les facteurs climatiques locaux pour récréer un autre climat.
- L'orangerie est un lieu où les plantes méditerranéennes (généralement de gros sujets) passent l'hiver dans des contrées trop froides à l'intérieur de salles relativement hautes à l'abri des gelées dans de grands bacs.

### Les collections de plantes séchées ou l'herbier
Les herbiers sont des lieux où sont stockées des plantes séchées. Le terme désigne aussi une collection de plantes séchées et fixées sur des feuilles de papier réunies dans des chemises.
En 2014, le plus grand herbier du monde se trouve en France au Muséum national d'histoire naturelle de Paris avec plus de 8 millions de parts d'herbier,.
Une part d'herbier est une plante séchée appartenant une espèce clairement identifiée et décrite dans une publication. Le « type » est le spécimen sur lequel se base la description originale (diagnose) d'une espèce.

### La graineterie
La graineterie du jardin botanique est un lieu où sont entreposées les graines d'espèces végétales se trouvant ou non dans le jardin. Ces graines sont prioritairement récoltées dans la nature pour s'assurer des lignées de graines génétiquement pures.
Tous les grands jardins botaniques vont à l'extérieur faire des sorties sur le terrain ; c'est l'occasion pour eux de récolter, à la saison de la fructification, les graines des espèces sauvages d'origine naturelle. En fonction des objectifs du jardin, ces sorties concernent l'ensemble du département ou de la région où il se trouve.
Certains grands jardins programment des missions à l'étranger pour satisfaire leurs besoins de recherches.
Les jardiniers peuvent récolter les graines des plantes qui poussent dans les jardins botaniques, mais il faut alors faire attention aux pollutions dues aux hybridations non contrôlées entre genres ou espèces différentes qui s'y côtoient. Dans ce cas la pureté génétique risque de ne plus être respectée, il faudra alors indiquer ce doute par une inscription 'origine jardin' sur le lot de graines.
Véritables banques de graines, les graineteries conservent les lots de graines au mieux dans de grandes chambres froides, voire pour certaines d'entre elles dans des congélateurs.
Ce rôle est amplifié par l’effet de réseau entre les différents jardins botaniques du monde, qui procèdent régulièrement entre eux à l’échange de graines.

#### La récolte des graines
À la récolte, une partie de la tige aérienne est prélevée si possible sans porter une atteinte vitale à la plante mère. Chaque récolte doit être identifiée, nom du genre et de l'espèce, avec en note le lieu et la date de la récolte, et le nom du récolteur. Après l'arrivée à la graineterie, pour chacune des espèces récoltées commence un séchage généralement dans des sacs en papier stockés au sec en attendant le triage des graines.
Après le triage, seules les graines débarrassées de tout débris de végétaux ou de terre sont mises dans des sachets clairement étiquetés.
Les graines sont en attente pour partir. Le jardin se réserve les graines des espèces en fonction de ses besoins, les autres prendront des destinations lointaines grâce à un système d'échange entre les jardins botaniques du monde entier.

##### L'Index seminum
L’Index seminum est un catalogue de graines que chaque Jardin botanique édite annuellement et expédie pour des échanges entre plus de 800 Jardins à travers le monde.
Les différentes composantes d'un index seminum :
- Les références complètes du Jardin botanique, nom et adresse
- Une présentation courte mais complète du Jardin botanique.
- La climatologie régnant sur le Jardin botanique.
- Localisation géographique du Jardin botanique.
- Une page d'information contenant les renseignements utiles relatifs au fonctionnement de l'activité graineterie.
- La liste des plantes des localités voisines au Jardin botanique.
- La liste des plantes exotiques à la zone géographique du Jardin botanique.
- Éventuellement la liste des espèces disponibles issue d'une culture sous serre tropicale ou autres.
- Une bibliographie des ouvrages référents.
- Peut s'ajouter la liste des personnes ayant travaillé au bon fonctionnement de la graineterie et du service des échanges.

Le classement des espèces végétales est fait par ordre alphabétique dans les familles puis à l'intérieur des familles par nom de genre. Les graines récoltées à l'intérieur même du jardin botanique doivent faire l'objet d'une liste à part.
L'origine des graines doit impérativement être spécifiée. Elles peuvent avoir été récoltées dans la nature ou à l’intérieur du jardin botanique.
Pour les correspondants étrangers, chaque partie est traduite en anglais.

### La collection de graines
Si à la graineterie sont stockées des graines vivantes, c'est pour les mettre en culture et obtenir des plants qui pourront être observés, comparés et identifiés à nouveau.
La séminothèque est une collection de graines dont le pouvoir germinatif n'est pas la préoccupation. Elle correspond à un besoin d'identification et de comparaison des graines, des genres et espèces de plantes. Elle démontre que, même au niveau des graines, il existe une très grande diversité tant dans les formes que dans les couleurs.

### La collection de fruits
Elle rassemble non pas les graines mais les enveloppes qui les ont vus naître, le fruit. Cet endroit se nomme la carpothèque et est le lieu où les visiteurs sont invités à découvrir les exploits de la nature qui fait preuve d'excellence dans la diversité des formes et des couleurs.
Tous les jardins botaniques ne possèdent pas de carpothèque malgré l'intérêt pédagogique de telles collections. Elles sont pourtant facilement réalisables notamment pour les fruits secs des plantes locales poussant dans la région de chaque jardin botanique.
Le Muséum national d'histoire naturelle de Paris possède une grande collection de fruits venus du monde entier.

## La culture des plantes dans un jardin botanique
Un jardin botanique cultive des plantes sauvages et/ou des plantes cultivées horticoles ou non.

### Le jardinier botaniste
Les jardiniers sont généralement issus de formation horticole et forment la cheville ouvrière du jardin.

#### En France
Il existe en France une qualification de « jardinier botaniste » qui apporte la sensibilité liée à la « plante sauvage » et une formation à la botanique indispensable aux professionnels désireux de travailler dans les jardins botaniques. Idéal pour le développement des collections dans les jardins botaniques, le métier de jardinier botaniste est nécessaire pour perpétuer une excellence dans la qualité de travail.
Il assure les animations prévues par la direction, il renseigne les visiteurs, donne des conseils, fait des recherches bibliographiques pour parfaire ses connaissances. Le centre de formation préparant ce certificat se trouve à Besançon. La formation unique en France se déroule sur une année soit en apprentissage, soit en formation pour adultes.

### La qualité des collections
La tenue d'un jardin botanique doit être impeccable, les plantes y sont cultivées et présentées par thème et doivent être entretenues avec un soin particulier. Le visiteur doit pouvoir s'y retrouver même si les jardiniers sont absents.
Généralement, et pour beaucoup de jardins botaniques, les plantes sont présentées au public sous forme de plates-bandes cultivées, les plantes étant plus ou moins alignées. Depuis quelques années nous voyons apparaître un nouveau type de jardin où les notions d'écologie sont bien présentes. Les plantes y sont présentées par milieu, et chacune d'entre elles vit parmi les autres comme dans la nature.
Chaque plante doit être connue par le jardinier chargé du secteur où elle se trouve. Chacune est étiquetée, et doit être suivie.

#### Le cahier d'introduction
Lorsqu'une plante entre dans un Jardin botanique elle doit être clairement identifiée. Une fois identifiée, la plante est plantée dans la partie du jardin qui lui correspond le mieux, elle est étiquetée et enregistrée dans le cahier d'introduction. À partir de ce moment le suivi de celle-ci peut commencer jusqu'à sa mort ; le jardinier y consigne soigneusement les différentes étapes en lui souhaitant longue vie.

#### L'étiquetage
Le directeur du jardin et les jardiniers responsables des collections s'attachent à réaliser un étiquetage irréprochable. Une plante pour laquelle on ne peut rien dire n'a aucune valeur pour un jardin botanique. En effet, on doit pouvoir, pour chacune d'entre elles, identifier son nom latin (Genre et espèce), son nom usuel, la famille à laquelle elle appartient, son origine géographique, et un numéro d'introduction. Les erreurs ont très souvent pour origine la malveillance de visiteurs[réf. nécessaire].

## Jardins botaniques et espèces invasives
Selon une analyse des données disponibles relatives à 34 des 100 espèces animales, végétales et microbiennes réputées les plus envahissantes du monde (selon l'Union internationale pour la conservation de la nature (UICN), sur la base de cas documentés pour la période allant de 1800 jusqu'au milieu des années 1900, les jardins botaniques seraient en partie responsables de la propagation de plus de 50 % des espèces invasives.
Pour 19 des 34 plantes étudiées, les points de départ des invasions ont très probablement été des jardins botaniques.
La plupart des « évasions » ont eu des conséquences géographiquement limitées ou des impacts a priori anecdotiques, mais certaines posent de sérieux problèmes écologiques voire économiques.
Les trois principaux modes de dispersion de graines ou de propagules à partir de ces jardins sont l’eau (hydrochorie), le vent (anémochorie) et le transport par animaux (zoochorie).
À titre d'exemples :
- Racemosa lumnitzera, importé d’Asie par les jardins botaniques des États-Unis dans les années 1950 à 1960, pullulait en 2010 au rythme de 17 % à 23 % par an dans les mangroves de Floride.
- Le gingembre kahili (Hedychium gardnerianum), arbuste importé d'Inde qui a envahi la forêt de Jamaïque et se répand à Hawaï.
- Quatre des espèces classées parmi les 100 « pires » espèces invasives proviendraient du seul jardin botanique situé dans la forêt et réserve naturelle d'Amani (Tanzanie).

Comme il faut souvent des décennies pour que les plantes s’installent, il est probable que le phénomène ne soit pas terminé[réf. nécessaire].
En 2001 une sorte de[évasif] code de bonnes pratiques visant à limiter le risque d’évasions accidentelles, dit « Déclaration de St Louis », a été créé. Le Chicago Botanic Garden (CBG) remplace les espèces invasives par d’autres et a cessé ses échanges de graines avec d’autres jardins botaniques, mais la « Déclaration de St Louis » n’était signée que par 10 des 461 jardins botaniques des États-Unis.

## Public
Le succès d'un jardin botanique dépend du public qu'il reçoit. Il doit être aussi large que possible ; le jardin doit permettre l'accès à toute une diversité de visiteurs.